# 董士哲
董士哲，湖广枝江（湖北枝江）人，是一名清朝政治人物。岁贡出身。
董士哲于1671年接替王协任华亭县知县一职，1673年由阎必崇接任。